# Sułkowo (Siedlice)
Sułkowo – przysiółek wsi Siedlice w Polsce, położony w województwie zachodniopomorskim, w powiecie łobeskim, w gminie Radowo Małe. Wchodzi w skład sołectwa Siedlice. 
W latach 1975–1998 przysiółek należał administracyjnie do województwa szczecińskiego.